# Синдром Аарскога
Синдром Аарско́га (англ. Aarskog's syndrome (AAS), також відомий як синдром Аарскога — Скотта англ. Aarskog–Scott syndrome) — клінічний синдром, рідкісне спадкове захворювання аутосомно-домінантного (перша форма) чи зчепленого з Х-хромосомою (друга форма) характеру. Характеризується низькорослістю, аномаліями обличчя, скелету та статевих органів.

## Етимологія
Назву синдром отримав на честь норвезького педіатра і генетика Дагфінна Аарскога (англ. Dagfinn Aarskog; 1928—2014), який першим опублікував опис цього стану. Наступного року незалежно від Аарскога подібний синдром описав американський педіатр і генетик Чарльз Скотт, тому часто синдром називають за прізвищами обох авторів.

## Генетичні пошкодження і патофізіологія
Синдром передається рецесивно, зчеплено з X-хромосомою. Синдром обумовлений мутацією в гені FGD1 у смузі p11.21 на Х-хромосомі. Сини жінок, які є носіями мутації, ризикують мати синдром у 50%. Дочки жінок-носіїв мають 50% ризик бути самими носіями. При цьому вони також можуть мати легкі клінічні прояви.
Синдром Аарскога обумовлений мутацією в гені FGD1. FGD1 кодує фактор обміну гуаніну нуклеотидів, що після певних проміжкових змін призводить до стимуляції фібробластів, що зрештою призводить до дерегуляції росту клітин, апоптозу та порушень клітинного диференціювання. Це реалізується через аномальний ембріональний розвиток і ненормальне ендохондральне та інтрамембранозне формування кісток.

## Клінічні ознаки
Характерні прояви включають кругле обличчя з широким лобом, широкі носові ходи з коротким обрубаним носом і вивернутими ніздрями, гіпертелоризм та мошонку, яка нагадує за формою хустку. Спостерігають аномально велику рогівку. Є також аномалії рук і ніг, коротка статура. Страждають особи чоловічої статі, але й в осіб жіночої статі можуть бути окремі фенотипічні прояви. Уражена дитина, як правило, має клінічно непогане здоров'я, а психічний розвиток у межах норми. У деяких випадках помірно порушена інтелектуальна здатність або рухова активність, або обидві разом. Дозрівання уповільнюється з 3-річного віку.

## Діагностика
Генетичні тести для виявлення мутації в гені FGD1 використовують для осіб або сімей, у яких запідозрено цю хворобу, оскільки існує необхідність виключення фетального алкогольного синдрому.

## Лікування
Подібно до всіх генетичних захворювань синдром Аарскога не може бути вилікуваним, хоча проводять певне лікування для підвищення якості життя. Для виправлення деяких аномалій може знадобитися хірургічна допомога, а ортодонтичне лікування може використовуватися для виправлення деяких порушень щелеп і обличчя. Було також  з непоганим ефектом застосована терапія гормоном росту.